# Setoropica laosensis
Setoropica laosensis là một loài bọ cánh cứng trong họ Cerambycidae.